# ديفيد فنسنت (ممثل)
ديفيد فنسنت (David Vincent) هو ممثل أمريكي ولد في 3 مايو 1972 في كاليفورنيا.

## أدواره في الأنمي

### مسلسلات أنمي تلفزيونية
- كود غياس: لولوش المتمرد R2 - لي شينكيه
- فيت/ستاي نايت - أساسين
- فيت/ستاي نايت Unlimited Blade Works - جلجامش
- فيت/زيرو - آرتشر
- بليتش - غريمجو جاغرجاك، كوغا كوتشيكي
- كيكايشي - ساكون
- جان x سورد - فان
- دورارارا!! - سيجي ياغيري
- دورارارا!! ×2 المقدمة - سيجي ياغيري
- دورارارا!! ×2 المنتصف - سيجي ياغيري
- دورارارا!! ×2 الخاتمة - سيجي ياغيري
- الإكسورسيست الأزرق - آرثر أوغست إنجل
- التنين الأزرق - القائد شدّاد
- المقيم الأبدي - غييتشي
- بيرسونا 4 ذي أنيميشن - دايسكي ناغاسي، إينوي
- كيل لا كيل - سينكيتسو
- بليزبلو ألتر ميموري - جين كيساراغي، هاكومن
- مغامرة جوجو الغريبة - الراوي
- مغامرة جوجو الغريبة: ستارداست كروسيدرز - الراوي، زي زي
- البدلة المتنقلة جاندام: أيتام الدم الحديدي - نازي توربين
- هنتر x هنتر (2011) - فينكس ماغكاف، الكلب المسعور
- موب سايكو 100 - توكوغاوا
- شارلوت - فوروكي
- ماغي: مغامرات سندباد - بارباروسا

### أوفا أنمي
- تيلز أوف فانتازيا ذي أنيميشن - تشيستر باركلايت

### أفلام أنمي
- فيت/ستاي نايت: Unlimited Blade Works - أساسين
- تيكن: ثأر الدم - شين كاميا
- فيلم هنتر x هنتر: فانتوم روج - فينكس ماغكاف

## أدواره في ألعاب الفيديو
- تيلز أوف ذا وورلد: راديانت ميثولوجي - تشيستر باركلايت
- تيلز أوف فيسبيريا - تايسون
- تيلز أوف غريسز - ريتشارد
- سلسلة ألعاب بليزبلو
  - بليزبلو كالاميتي تريغر - جين كيساراغي، هاكومن
  - بليزبلو كونتينيوم شيفت - جين كيساراغي، هاكومن
  - بليزبلو كرونو فانتازما - جين كيساراغي، هاكومن
- إنفنت أندسكفري - إدوارد
- سلسلة ألعاب ستريت فايتر
  - سوبر ستريت فايتر IV - ثندر هوك
  - سوبر ستريت فايتر IV آركيد إديشن - ثندر هوك
  - ألترا ستريت فايتر IV - ثندر هوك
- بيرسونا 4 أرينا ألتيماكس - إينوي
- ناروتو شيبودن: ألتيميت نينجا ستورم ريفولوشن - هيدان
- ناروتو شيبودن: ألتيميت نينجا ستورم 4 - هيدان
- سوبر سماش برذرز فور نينتندو 3دي إس و وي يو - روبن الذكر

## وصلات خارجية
- ديفيد فنسنت على موقع IMDb (الإنجليزية)
- ديفيد فنسنت على موقع قاعدة بيانات الفيلم (الإنجليزية)
- ديفيد فنسنت على موقع ANN person (الإنجليزية)